# عدن المسلم (مذيخرة)

تعديل مصدري - تعديل

عدن المسلم محلة تابعة لقرية الشرف، التابعة لعزلة حمير بمديرية مذيخرة إحدى مديريات محافظة إب في الجمهورية اليمنية.، بلغ تعداد سكانها 89 حسب تعداد اليمن لعام 2004.